# Bavelincourt
Bavelincourt là một xã ở tỉnh Somme trong vùng Hauts-de-France.

## Địa lý
, Xã này tọa lạc trên đường D119, khoảng 15 dặm Anh về phía đông bắc của Amiens.

## Dân số
| 1962                                                           | 1968 | 1975 | 1982 | 1990 | 1999 |
| -------------------------------------------------------------- | ---- | ---- | ---- | ---- | ---- |
| 63                                                             | 87   | 81   | 67   | 74   | 85   |
| Số liệu điều tra dân số từ năm 1962, dân số không tính hai lần |      |      |      |      |      |